# ГАЕС Агвайо
ГАЕС Агвайо (ісп. Aguayo) — гідроелектростанція на півночі Іспанії в провінції Кантабрія.
Як нижній резервуар станції використовується водосховище Алса на річці Торіна (права притока Бесайя, яка в свою чергу впадає праворуч до Сайя неподалік від впадіння останньої у Біскайську затоку біля Сантадеру), що дренує північний схил Кантабрійських гір. Його утримує гравітаційна гребля висотою 49 метрів та довжиною 190 метрів, яка потребувала для спорудження 86 тис. м3 матеріалу.
Як верхній резервуар слугує штучна водойма, створена на горі західніше від сховища Алса за допомогою кам'яно-накидної дамби із асфальтовим ущільненням висотою 32 метри та довжиною 2,8 км, на яку пішло 4,7 млн м3 матеріалу. Об'єм верхнього резервуару становить 10 млн м3, нижнього — 23 млн м3. Різниця у висоті між ними дозволяє створити напір у 329 метрів.
Основне обладнання станції становлять чотири оборотні турбіни типу Френсіс, які мають практично однакову загальну потужність біля 339 МВт у турбінному та насосному режимах.
Ефективність гідроакумулюючого циклу станції становить 70 %.
Зв'язок з енергосистемою відбувається по ЛЕП, що працює під напругою 220 кВ.
У 2010-х роках в умовах зростання відновлюваної енергетики та попиту на балансуючі потужності ініційовано проект спорудження другої черги. Вона не потребуватиме розширення наявних резервуарів та при цьому матиме потужність втричі більшу за першу чергу.